# Dirk de Kort
Dirk de Kort, né le 28 juillet 1964 à Turnhout est un homme politique belge flamand, membre de CD&V.
Il est licencié en droit (UIA) et diplômé en droit environnemental (RUG). 
Il travailla de 1995 à 2007 au Gemeentelijk havenbedrijf d'Anvers.

## Fonctions politiques
- conseiller du secrétaire d'État Jos Dupré (1990 - 1991)
- conseiller de l'échevin du port d'Anvers (1991 - 1994)
- échevin de Brasschaat (1991 - 2003)
- bourgmestre de Brasschaat (depuis 2004)
- conseiller provincial d'Anvers (1994 - 2000)
- député au Parlement flamand :
  - depuis le 4 juillet 2007